# Spaanse Armada van Liverpool FC
De Spaanse Armada van Liverpool FC is een bijnaam voor de grote groep Spaanse voetballers die vanaf 2004 door de eveneens Spaanse coach Rafael Benítez naar de Engelse voetbalclub Liverpool FC werd gehaald. De term verwijst naar de Spaanse Armada, een oorlogsvloot uit de zeventiende eeuw.
In de zomer van 2004 werd Benítez aangesteld als coach van Liverpool FC. De eerste Spanjaarden waren Xabi Alonso, Luis García en Antonio Núñez. Met Alonso en Luis García als basisspelers won Liverpool FC in 2005 ten koste van AC Milan de UEFA Champions League na strafschoppen. Alonso scoorde bovendien in de finale. In de loop der jaren kwamen verschillende andere Spaanse voetballers, evenals diverse spelers die afkomstig waren uit de Spaanse Primera División. Benítez won na de Champions League met Liverpool FC en zijn Spaanse Armada nog de UEFA Supercup (2005), FA Cup (2006) en de Community Shield (2006).
Op 3 juni 2010 verliet Benítez Liverpool FC, waarmee er een einde kwam aan de Spaanse Armada onder zijn bewind.

## Spelers
| Speler               | Afkomstig van                 | Vertrokken naar               |
| Xabi Alonso          | Real Sociedad (2004)          | Real Madrid (2009)            |
| Luis García          | FC Barcelona (2004)           | Atlético Madrid (2007)        |
| Antonio Núñez        | Real Madrid (2004)            | Celta de Vigo (2005)          |
| Josemi               | Málaga CF (2004)              | Villarreal CF (2006)          |
| Fernando Morientes   | Real Madrid (2005)            | Valencia CF (2006)            |
| José Manuel Reina    | Villarreal CF (2005)          | SSC Napoli (2013)             |
| Miquel Roque         | UE Lleida (2005)              | CD Xerez (2007)               |
| Antonio Barragán     | Sevilla FC (2005)             | Deportivo de La Coruña (2006) |
| Álvaro Arbeloa       | Deportivo de La Coruña (2007) | Real Madrid (2009)            |
| Francisco Durán      | Málaga CF (2007)              | zonder club (2010)            |
| Albert Riera         | RCD Espanyol (2007)           | Olympiakos Piraeus (2010)     |
| Daniel Pacheco       | FC Barcelona (2007)           | -                             |
| Mikel San José       | Athletic de Bilbao (2007)     | Athletic de Bilbao (2010)     |
| Fernando Torres      | Atlético Madrid (2007)        | Chelsea FC (2011)             |
| Gerardo Bruna        | Real Madrid (2007)            | -                             |
| Daniel Sánchez Ayala | Sevilla FC (2007)             | Norwich City (2011)           |
| Mauricio Pellegrino  | Valencia CF (2005)            | Deportivo Alavés (2005)       |
| Mohamed Sissoko      | Valencia CF (2005)            | Juventus (2008)               |
| Fábio Aurélio        | Valencia CF (2006)            | -                             |
| Mark González        | Real Sociedad (2006)          | Real Betis (2007)             |
| Maxi Rodríguez       | Atlético Madrid (2010)        | Newell's Old Boys (2012)      |